# Johann Fritz
Johann Peter Fritz foi um dos fabricantes de pianos mais ilustres de Viena.

## Biografia
Os seus pianos eram estimados pela sua boa qualidade e melodia. É sabido que Giuseppe Verdi era grande admirador dos pianos de Johann Fritz e que ele próprio utilizou um piano vienense Fritz de 6 pedais, desde a época em que compôs a sua ópera Rigoletto, no ano de 1851, até à data de composição da ópera Aida, em 1871. Este piano pode ser visto em Villa Verdi, antiga residência do compositor, na Província Placência, em Itália.
Alguns instrumentos de Fritz estão expostos em diversos locais, tais como o Museu de Instrumentos Musicais em Milão, o Museu de Belas Artes em Boston, a Associação de Caridade de Educação Musical Finchcocks em Tunbridge Wells (Kent). Uma das réplicas de pianos de Johann Fritz construídas por Paul McNulty encontra-se actualmente na Universidade de Regensburg, na Alemanha.
Em 1834, o filho Joseph assumiu a empresa após a morte do pai, em Viena.

## Gravações
Pleyel da década de 1840
- Anneke Scott, Steven Devine. Ludwig van Beethoven. Beyond Beethoven: Works for natural horn and fortepiano. Resonus
- Olga Pashchenko. Beethoven. Variations. Fritz da década de 1818 (Christopher Clarke). Early piano series. CD 4. Alpha-Classics
- Steven Lubin, the Academy of Ancient Music, Christopher Hogwood. Beethoven: Piano Concertos & Sonatas. Anton Walter da década de 1795 (Rodney Regier), Conrad Graf da década de 1824 (Rodney Regier), Johann Fritz 1818 (Christopher Clarke). L'Oiseau-Lyre
- Howard Shelley. Franz Schubert. Sonatas. Played on Johann Fritz 1814 piano
- Malcolm Bilson, Tom Beghin, David Breitman, Ursula Dütschler, Zvi Meniker, Bart van Oort, Andrew Willis. Ludwig van Beethoven. The complete Piano Sonatas on Period Instruments. Salvatore Lagrassa 1815, Gottlieb Hafner 1835, Johann Fritz 1825, Walter (Paul McNulty), Walter (Chris Maene), Johann Schantz (Thomas & Barbara Wolf), Walter, Conrad Graf 1825 (Rodney Regier). Claves
- Franz Danzi. Music for piano and winds. Volume 2. Johann Fritz 1814. Devine Music